# Jako solný sloup

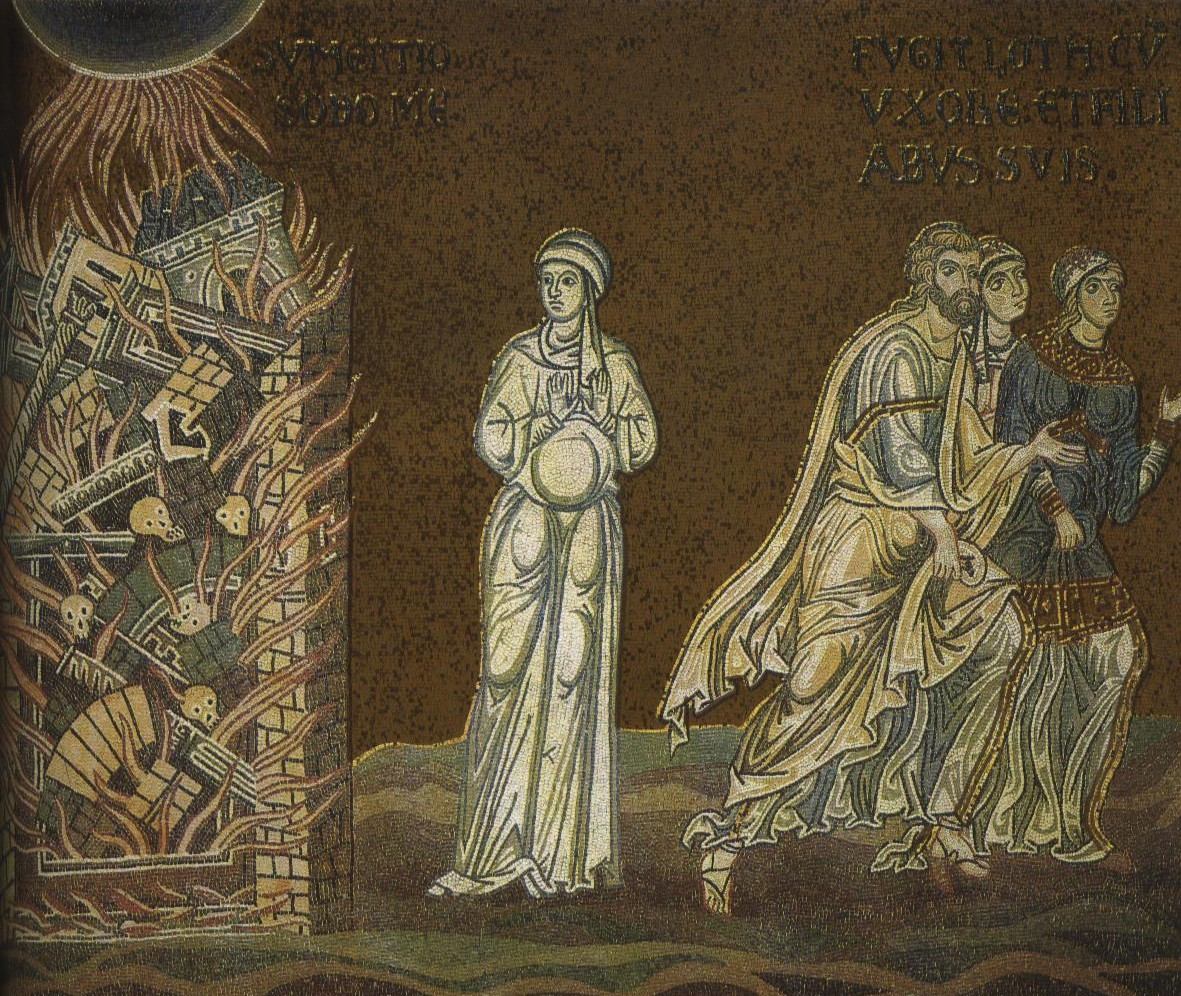
Lotova žena proměněná v solný sloup, mozaika z 12. století, dóm v Monreale

Zůstat stát jako solný/solnej sloup nebo jako Lotova žena, také proměnit se v solný sloup je biblismus, tedy ustálené slovní spojení pocházející z bible, které vešlo do slovníku mnoha jazyků jako rčení (přirovnání). Vyjadřuje například. stav člověka zcela ochromeného tím, co uviděl, nebo nesmírné překvapení, které pozorovateli „vyrazí dech“. Eventuálně vyjadřuje případné varování, co se stane při nedodržení podmínek, za neuposlechnutí.

## Původ rčení

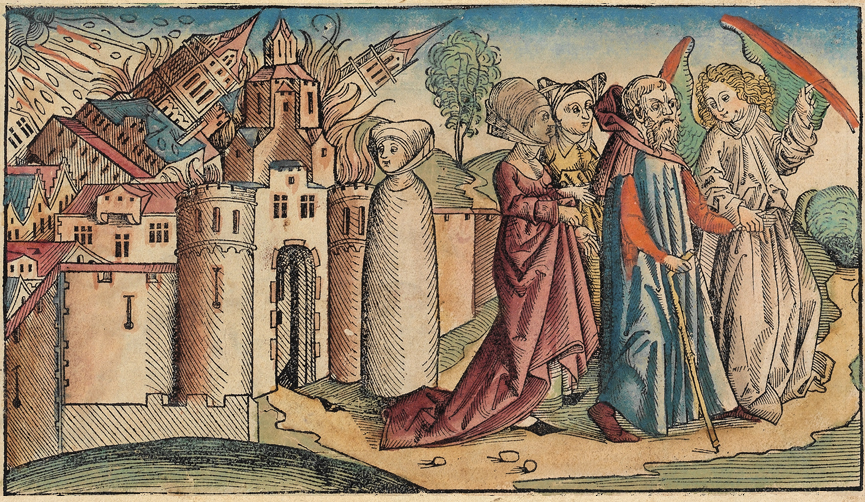
Ilustrace ve Světové kronice, Norimberk 1483

Podle první knihy Starého zákona – Genesis se Bůh rozhodl z pěti jordánských měst zničit dvě biblická města v údolí Siddí blízko Mrtvého moře – Sodomu a Gomoru. i s jejich hříšnými a bezbožnými obyvateli. Měli být potrestáni „smetením ze světa“ za své neřesti, prostopášnosti a zkaženost. Abrahám Boha prosil, aby neničil místo, v němž žijí také lidé nevinní a spravedliví. Ale kolik? Prý padesát spravedlivých. Ale tolik lidí, kteří by žili podle svého nejlepšího vědomí a svědomí, lahve nenašel. Na konci smlouvání o počtu spravedlivých vybral ze všech obyvatel jen jednu rodinu, čtyři spravedlivé: Lot, jeho ženu a dvě dcery. Jejich záchrana probíhala pod ochranou andělů a byla podmíněna tím, že se při útěku do hor nesmí ohlédnout. Zvědavá Lotova žena, jejíž jméno v bibli není, se na hořící město za sebou ohlédla, a proto se proměnila v solný sloup.
Byla potrestána za to, co viděla: zkameněla hrůzou.
Na událost se odkazuje v Lukášově evangeliu Nového zákona.

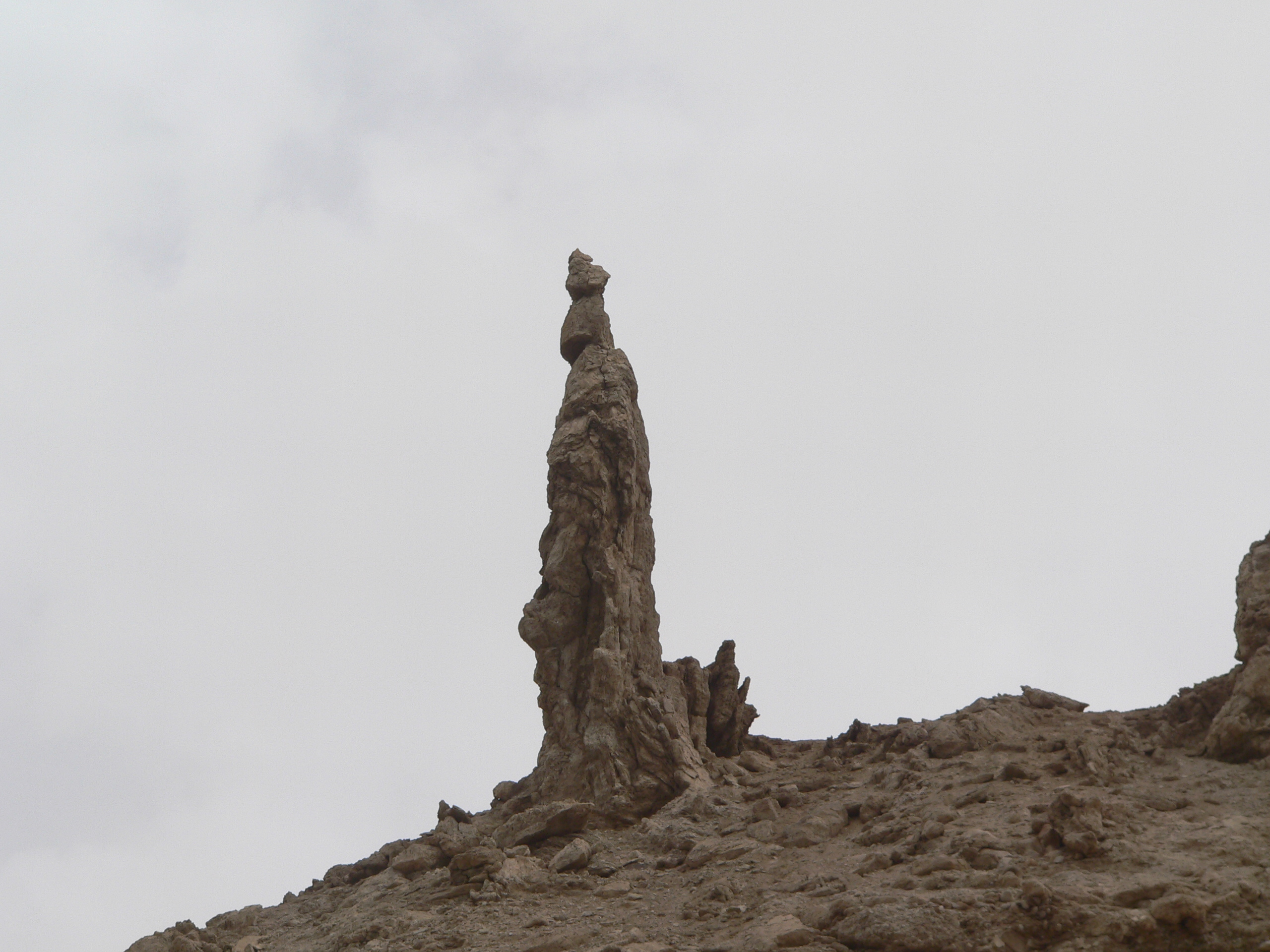
Solný sloup u Mrtvého moře, Jordánsko

## Výklad
- Lotovu ženu postihl trest proto, že se chtěla vrátit k tomu, co se stalo. Lpěla na minulosti. Z toho se vyvozuje: Dostaneme-li novou šanci, obraťme se k současnosti a k budoucnosti, nehleďme zpět.
- Sodoma-Gomora – ustálené slovní spojení pro hříšné místo nebo chování neřestné a morálně zpustlé.

## Solný sloup v geologii
Přirovnání zkamenělé ženy k solnému sloupu má původ v přírodních útvarech, které při vysychání solných jezer krystalizují. V Jordánsku v okolí Mrtvého moře (které se také nazývá Solné jezero), byl od středověku hledán geologický útvar v podobě lidské postavy, který by mohl být ztotožněn s biblickým Solným sloupem. V pohoří Sodomy patřily k vyhledávaným dva skalní útvary z vápence s bohatě sedimentovanou solí. Jeden se již vlivem eroze rozpadl, druhý je navštěvován jako turistická atrakce dosud. Označení „Solný sloup“ nesou také další antropomorfní skály po celém světě, například v zátoce Marsden Bay u Newcastlu v severovýchodní Anglii, v hlubinných solných dolech nebo v krápníkových jeskyních.